# Туризам у Републици Српској
Република Српска има велики туристички потенцијал и богате природне ресурсе. Најзаступљенији типови туризма у Републици Српској су: планински, бањски, верски, авантуристички и еко-туризам. Климатске зоне се протежу од средоземне на југу Херцеговине, до умерено-континенталне која преовлађује у северним деловима.

## Природне лепоте
Треба издвојити њене алпске планине, Зеленгора, Трескавица, Јахорина, Романија, потом Грмеч, Козара, Озрен и многе друге, са огромним шумским и ловним богатством.
По својим смештајним капацитетима и изграђеној инфраструктури за зимске спортове посебно се издваја планина Јахорина на којој су се 1984. године одржавала такмичења Зимских олимпијских игара.
У подножјима планина прострле су се питоме и плодне житне равнице Посавине и Семберије, Лијевче поља и лагано заталасаних Поткозарја и Подгрмеча, као и предели херцеговачког краса, прошараног плодним крашким пољима. Водотоци моћних река Уне, Сане, Врбаса, Укрине, Дрине и Таре, засигурно најбистријих река на читавом Балкану, богати су сваковрсном рибом.
Историја је на овим просторима још од римског доба, словенског насељавања па све до градитељског, али и рушилачког 20. века оставила бројне културно-историјске споменике и трагове богатог духовног наслеђа народа који је живео и опстао на овој саставници и раскрсници култура и цивилизација.
У срцу Крајине прострла се планина Козара. Оивичена је модром реком Уном, бисером Крајине, водом Саном, пространом Савом и брзим Врбасом. Козара је питома планина, богата сваковрсном ловном дивљачи: срном, дивљом свињом, лисицом, зецом, потом фазаном, дивљом патком, јаребице, што све чини ловни резерват редак у овоме делу Балкана.
На врху планине подигнут је раскошни меморијални споменик Мраковица на истоименоме вису у спомен на прошлоратна страдања у чијем подножју се простиру црногоричне шуме које смењују белогоричне, а ове опет пашњаци испресјецани богатим изворима и све тако до подножја где се сместило плодно Поткозарје, воћарски крај.
Република Српска баштини јединствен национални парк у Европи, национални парк Сутјеска. У њему се налази прашума Перућица, хиљадугодишња прашума чија је површина 1.291 хектар. Иначе, Национални парк добио је име, по реци Сутјесци. Ова планинска река је правила свој ток кроз масив планина Зеленгоре (2.014 м), Лелије, Маглића, Волујка.
Тјентиште је место на обали Сутјеске, са истоименим мотелом, спортско-рекреативним центром, вештачким језером, те га због његове лепоте никако не би требало заобићи.
Највећи град Републике Српске, њено административно седиште, јак привредни и универзитетски центар, је Бања Лука, смештена на реци Врбас, а препознатљива по својим столетним дрворедима. У Бањалуци се налази трапистички самостан чувен по сиру. Тврђава Кастел се налази у Бањој Луци и представља најстарији историјски споменик у овом граду.
У долини Сане усред питомог Поткозарја сместио се Приједор. Крене ли се од Бање Луке на исток пролази се кроз Добој, саобраћајно чвориште са добром индустријском базом, да би преко Брчког стигли у Бијељину, привредни, а нарочито пољопривредни центар Семберије. На југ Републике Српске пут води до Зворника смештеног на реци Дрини, а потом Источног Сарајева, Фоче, па све до центра Херцеговине, Требиња.
Бардача код Српца је јединствен птичији резерват.
Извори термалних вода у данашњем времену постали су бањско-лечилишни и рекреативни центри, оплемењени најсавременијом дијагностичком и физикалном опремом. Најпознатије бање у Републици Српској су: Врућица, Дворови, Губер, Лакташи, Слатина, Кулаши, Љешљани, Мљечаница и Вишеградска Бања, које имају изграђене значајне смештајне капацитете. У непосредној близини Бањалуке сместиле су се бање Лакташи, Слатина, Српске Топлице (некадашњи Шехер) чувене по успешном лечењу болести срца, крвотока, крвног притиска, методама за које је сагласност дала Светска здравствена организација. Бања Слатина важи за једну од најљековитијих бања по питању реуматизма у региону и шире. На рубу града Теслића налази се позната бања Врућица, у чијем комплексу су хотели "Кадријал" (А категорије) те "Посавина", "Херцеговина", "Крајина" и "Србија", хотели високе Б категорије. Термоминералне воде ове бање благотворно делују код обољења срца, крвотока, нервног система, органа за варење, а све уз спорт, рекреацију и активни одмор. На рубу Вишеграда у густој боровој шуми налази се бања "Вилина Влас". У Сребреници бања "Губер". У Прњавору бања "Кулаши", а у Поткозарју бања Мљечаница.
Херцеговина је украшена многим црквама и манастирима који представљају праве народне светиње. Знаменитошћу се издваја манастир Тврдош, раскошна грађевина из 15. века, седиште епископа те манастир Добрићево (15.в.). Манастир Ловница код Шековића из 13. века и дан данас сачуван.
Фочански бриони су мало речно острво на реци Ћехотини код Фоче. На острву је саграђен истоимени мотел — ресторан „Бриони” који пружа посетиоцима разне садржаје. Око мотела је изграђена пешачка и трим стаза, забавни парк за децу са малим зоо вртом. У непосредној близини мотела, чије је архитектонско решење у потпуности уклопљено у природни амбијент, уређено је купалиште с пешчаном плажом.

## Статистика
| Година | Укупан број долазака | Домаћи  | Инострани |
| ------ | -------------------- | ------- | --------- |
| 2006   | 191,934              | 118,997 | 72,937    |
| 2007   | 222,729              | 132,057 | 90,672    |
| 2008   | 241,145              | 139,961 | 101,184   |
| 2009   | 226,957              | 133,047 | 93,910    |
| 2010   | 236,286              | 141,201 | 95,085    |
| 2011   | 237,794              | 140,405 | 97,389    |
| 2012   | 241,214              | 139,239 | 101,975   |
| 2013   | 253,653              | 140,886 | 112,767   |
| 2014   | 260,160              | 141,898 | 118,262   |
| 2015   | 294,781              | 158,571 | 136,210   |
| 2016   | 323,908              | 166,063 | 157,845   |

| Рб. | Земља                             | Доласци |
| --- | --------------------------------- | ------- |
| 1   | Србија                            | 45,209  |
| 2   | Хрватска                          | 19,594  |
| 3   | Словенија                         | 16,701  |
| 4   | Турска                            | 16,375  |
| 5   | Аустрија                          | 5,564   |
| 6   | Црна Гора                         | 5,527   |
| 7   | Италија                           | 4,898   |
| 8   | Њемачка                           | 4,754   |
| 9   | Јужна Кореја                      | 3,217   |
| 10  | Швајцарска укључујући Лихтенштајн | 2,253   |
|     | Остале земље                      | 33,753  |